# Apomecyna
Genre
Apomecyna est un genre de coléoptères de la famille des Cerambycidae, présent surtout dans les Sud-Est Asiatique mais avec quelque espèce dans l'Afrique Orientale.

## Liste des espècesà compléter
- Apomecyna saltator (Fabricius, 1787)